# Hara (Kuusalu)
Hara is een plaats in de Estlandse gemeente Kuusalu, provincie Harjumaa. De plaats heeft de status van dorp (Estisch: küla).

## Bevolking
Het dorp had 87 inwoners op 31 december 2011 en 82 inwoners op 31 december 2021.

## Ligging
Het dorp ligt aan de Baai van Hara, een onderdeel van de Finse Golf, en ten westen van de stad Loksa.